# Incubadora de projetos Apache
A Incubadora de projetos Apache (Apache Incubator em inglês) é a porta de entrada para os projetos de software que desejam fazer parte da Apache Software Foundation (ASF). Os principais objetivos da incubadora são:
- garantir que todas as doações atendam os padrões legais da ASF;
- desenvolver novas comunidades que incorporem os princípios e a visão da ASF;

Todos os projetos que desejam fazer parte ASF devem passar antes pela incubadora, inclusive os oriundos de doações de empresas ou outras organizações. 
Grande parte do trabalho da incubadora se resume a fornecer a documentação, esclarecer o funcionamento da ASF e dar explicações sobre como desenvolver o próprio projeto. Consequentemente, espera-se que a incubadora torne-se uma referência para os novos participantes dos projetos Apache.
Na incubadora serão desenvolvidos e trabalhados os documentos sobre a sua estrutura e visão filosófica. Quando eles estiverem amadurecidos serão transferidos para a página principal da fundação e serão reconhecidos como oficiais.